# الطراد الألماني إمدن
إمدن طراد ألماني خفيفً تم بناؤه لرايخ مارين الألمانية في أوائل العشرينات. كانت السفينة الوحيدة في فئتها وكانت أول سفينة حربية كبيرة بنيت في ألمانيا بعد نهاية الحرب العالمية الأولى. بنيت في أحواص كريكسمارينفيفت في فيلهلمسهافن. وضعت عارضتها في ديسمبر 1921 وتم الانتهاء من البدن في يناير 1925. تم تكليف إمدن في الأسطول في أكتوبر 1925. تاثر تصميمه بقيود معاهدة فرساي وإملاءات لجنة نزع السلاح التابعة للحلفاء. إزاحته 6,000 طن كبير (6,100 t)، على الرغم من كل السفن الحربية الألمانية التي بنيت في هذه الفترة، تجاوز إمدن القيود عى الحجم. كانت مسلحة ببطارية رئيسية بمدفع 15 سنتيمتر (5.9 بوصة)التي خلفتها الحرب العالمية الأولى، والمركبة في <a href="./%D8%A8%D8%B1%D8%AC%20%D9%85%D8%AF%D9%81%D8%B9" rel="mw:WikiLink">برج مدفع</a> واحد، وفقًا لتكليف من قوات الحلفاء. كان لديه سرعة قصوى تبلغ 29 عقدة (54 كم/س؛ 33 ميل/س).
قضى إمدن معظم حياتها المهنية كسفينة تدريب؛ في فترة ما بين الحربين، أجرت العديد من الرحلات البحرية العالمية لتدريب طلاب البحرية، وكثيرا ما زارت شرق آسيا والأمريكتين ومنطقة المحيط الهندي. في عامي 1937 و1938، شاركت لفترة وجيزة في دوريات عدم التدخل خلال الحرب الأهلية الإسبانية. عند اندلاع الحرب، وضعت حقول ألغام قبالة الساحل الألماني وتضررت من قبل قاذفة قنابل بريطانية اصطدمت بها. شاركت في غزو النرويج في أبريل 1940 كجزء من القوة التي استولت على العاصمة النرويجية في أوسلو.
استأنفت السفينة بعد ذلك مهام التدريب في بحر البلطيق. استمرت هذه الانقطاعات مع انقطاع بسيط حتى سبتمبر 1941، عندما تم تعيينها في أسطول البلطيق وكلفت بدعم العمليات الألمانية أثناء غزو الاتحاد السوفيتي. استؤنفت مهام التدريب في عام 1942 واستمرت حتى أواخر عام 1944، عندما شاركت في عمليات زراعة الألغام في سكاغيراك. تضررت في حادث تأريض في ديسمبر 1944، ذهبت إلى كونيغسبرغ لإجراء إصلاحات. في يناير 1945، شاركت في إخلاء بروسيا الشرقية هربًا من الجيش السوفيتي المتقدم. أثناء إجراء إصلاحات في كيل، تعرضت إمدن لأضرار متكررة من قاذفات القنابل البريطانية ثم توغلت خارج الميناء لمنعها من الغرق. في الأيام الأخيرة من الحرب، تم تفجيرها لمنع أسرها. وتم تفكيك حطامها في نهاية المطاف بحلول عام 1950.

## سجل الخدمة

### الحرب العالمية الثانية
بعد اندلاع الحرب العالمية الثانية في سبتمبر 1939، شاركة امدن في وضع حقول ألغام دفاعية قبالة السواحل الألمانية في بحر الشمال في 3 أيلول، جنبا إلى جنب مع العديد من الطرادات الخفيفة والمدمرات. امتد الحاجز عبر Bight الألمانية من ساحل هولندا إلى شبه جزيرة جوتلاند؛ كان الغرض من حقل الألغام هو تأمين الجهة الغربية من الجدار الغربي. أجرت العملية مع الطرادات الخفيفة الأخرى <i id="mwAbc">Nürnberg</i> و Leipzig و <i id="mwAbo">Köln</i> وكونيجسبرغ و16 مدمرة. بعد أن وضعت مجموعتها الأولى من الألغام، عادت إلى فيلهلمسهافن لإعادة تخزين الألغام. أثناء رسو إمدن في الميناء، هاجمت قوة من عشرة قاذفات بريستول بلينهايم البريطانية الميناء في 4 سبتمبر؛ أسقط المدفعيون الألمان المضادون للطائرات في المدينة أربعة من القاذفات الخمسة، التي تحطمت إحداها عن غير قصد على السفينة. قتل تسعة رجال من طاقم إمدن وأصيب عشرين آخرون في الحادث. كانت هذه من بين الخسائر الأولى للأسطول الألماني خلال الحرب. ثم انتقلت إمدن إلى بحر البلطيق، حيث تم تكليفها بواجبات الحماية التجارية. عادت إلى فيلهلمسهافن للصيانة الدورية من 2 ديسمبر إلى 3 يناير 1940، وبعد ذلك استأنفت مهام التدريب. خلال فترة بناء السفن، تم تركيب ملف مغناطيسي أعلى الخط المائي لحماية السفينة من الألغام المغناطيسية وتم تعزيز سلاحها المضاد للطائرات. بعد الانتهاء من العمل، عادت إمدن إلى مهام التدريب خلال شتاء 1939-1940.   